# Li Zhicong
Li Zhicong (chiń. upr. 黎智聪; chiń. trad. 黎智聰; pinyin Lí Zhìcōng; ur. 25 sierpnia 1993 w Hongkongu) – chiński kierowca wyścigowy.

## Życiorys

### Formuła Renault
Li rozpoczął karierę w międzynarodowych wyścigach samochodowych w 2009 roku od startów w Azjatyckiej Formule Renault. Z dorobkiem 125 punktów został sklasyfikowany na szóstej pozycji w końcowej klasyfikacji kierowców. Rok później odniósł jedno zwycięstwo i dwukrotnie stawał na podium. Uzbierane 89,5 punktu dało mu piąte miejsce w klasyfikacji generalnej. W sezonie 2011 w  ciągu czterech wyścigów, w których wystartował, dwukrotnie stawał na podium. Uzbierane 72 punkty dały mu ósmą pozycję. W 2012 roku wygrał jeden wyścig i trzy razy stawał na podium. Został sklasyfikowany na piątym miejscu. W 2014 roku był jedenasty.

### Formuła 3
W 2009 roku Chińczyk dołączył do stawki Australijskiej Formuły 3, gdzie został sklasyfikowany na dwunastej pozycji. W sezonie 2013 Zhicong podpisał kontrakt z ekipą Carlin na starty w Brytyjskiej Formule 3. Z dorobkiem siedmiu punktów został sklasyfikowany na trzynastym miejscu w końcowej klasyfikacji kierowców. Rok później kontynuował współpracę z brytyjską ekipą. Trzy miejsca na podium pozwoliły mu uzbierać 118 punktów. Dało to piąte miejsce w klasyfikacji generalnej.

### Wyścigi GT
W sezonie 2012 Chińczyk startował w mistrzostwach GT Asia w samochodzie zespołu Asia Racing Team. Ośmiokrotnie stawał na podium, w tym trzykrotnie na jego najwyższym stopniu. Uzbierane 138 punktów pozwoliło mu zdobyć tytuł wicemistrza serii. W wyścigu City of Dreams Macau był szósty, a rok później uplasował się na piątej pozycji. W sezonie 2013 mistrzostw GT Asia został sklasyfikowany na czwartym miejscu.